# Tierpark Cottbus
Koordinaten: 51° 44′ 39,8″ N, 14° 21′ 11,3″ O
Der Tierpark Cottbus ist der Zoo der Stadt Cottbus.
Neben den zoologischen Anlagen inklusive Streichelzoo, in denen etwa 1200 Tiere aus ungefähr 170 Arten gehalten werden, verfügt der Tierpark über einen Spielplatz und gastronomische Angebote. In besonderer Weise wird die Anlage durch einen großen Baumbestand und durch die von der Spree gespeisten Wasserflächen geprägt. Ein Spezialgebiet des Zoos ist die Zucht von Wasservögeln. Es werden etwa 70 verschiedene Wasservogelarten gehalten. Wappentier des Zoos ist die Rothalsgans.

## Geschichte
Das Gelände des heutigen Tierparks gehörte zu dem im 19. Jahrhundert von Hermann von Pückler-Muskau gestalteten Außenpark des Branitzer Parks. Zwischen Spree und benachbartem Branitzer Park gelegen, entstand durch das Nationale Aufbauwerk der DDR dann ein am 1. Juni 1954 eröffneter Heimattiergarten. 1956 übernahm Erhard Frommhold die Leitung der Anlage und führte sie zum Status eines von acht staatlich anerkannten zoologischen Gärten in der DDR. 1958 wurde die erfolgreiche Zucht von Trampeltieren durch den aus der Sowjetunion nach Cottbus gelangten Trampeltierhengst Muschnik begründet. Zu den ersten Anlagen gehörte auch das Wildschweingehege.
Nachdem Kunz Rauschert von 1963 bis 1966 als Zoodirektor folgte, übernahm dann Klaus-Jürgen Jacob dieses Amt, welches er bis 2002 innehatte.
1968 erfolgte die Eröffnung des Raubtierhauses. Es wurden nun Löwen, Tiger und Bären gehalten. 1969 lebte ein erster Elefant im Tierpark. In den 1970er Jahren entstand ein Elefantenhaus als einfacher Stall.

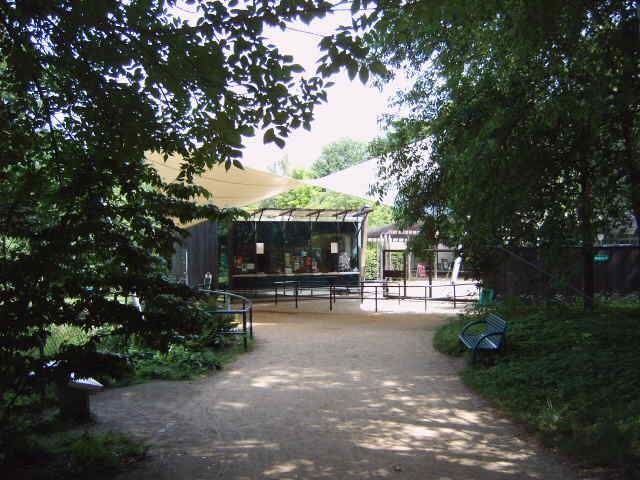
Eingangsbereich

Als erfolgreich gilt der Zoo bei Haltung und Zucht von Wasservögeln. Gänse, Enten und Störche gehörten nun zu den ständigen Bewohnern. Die Zucht eines Chileflamingos gelang erstmals 1977, die Zucht eines Kronenkranichs erfolgte 1979.
Im Jahr 1993 fand die erste Tagung des wiedervereinigten Verbands Deutscher Zoodirektoren (seit 2014 Verband der Zoologischen Gärten, VdZ) im Tierpark statt.
Mit Hilfe des 1994 gegründeten Fördervereins des Tierparks und der Stadt Cottbus entstanden dann eine Vielzahl neuer Bauten. Nach dem Bau eines neuen Verwaltungs- und Sozialgebäudes und des Pinguinfelsens im Jahr 1991 folgte ein Haus für Stachelschwein und Erdmännchen 1993, eine Erweiterung des Stelzvogelhauses 1994 und eines Gibbonhauses 1997. 1995 erfolgte im Zuge der benachbarten Bundesgartenschau eine Neugestaltung des Eingangsbereichs.

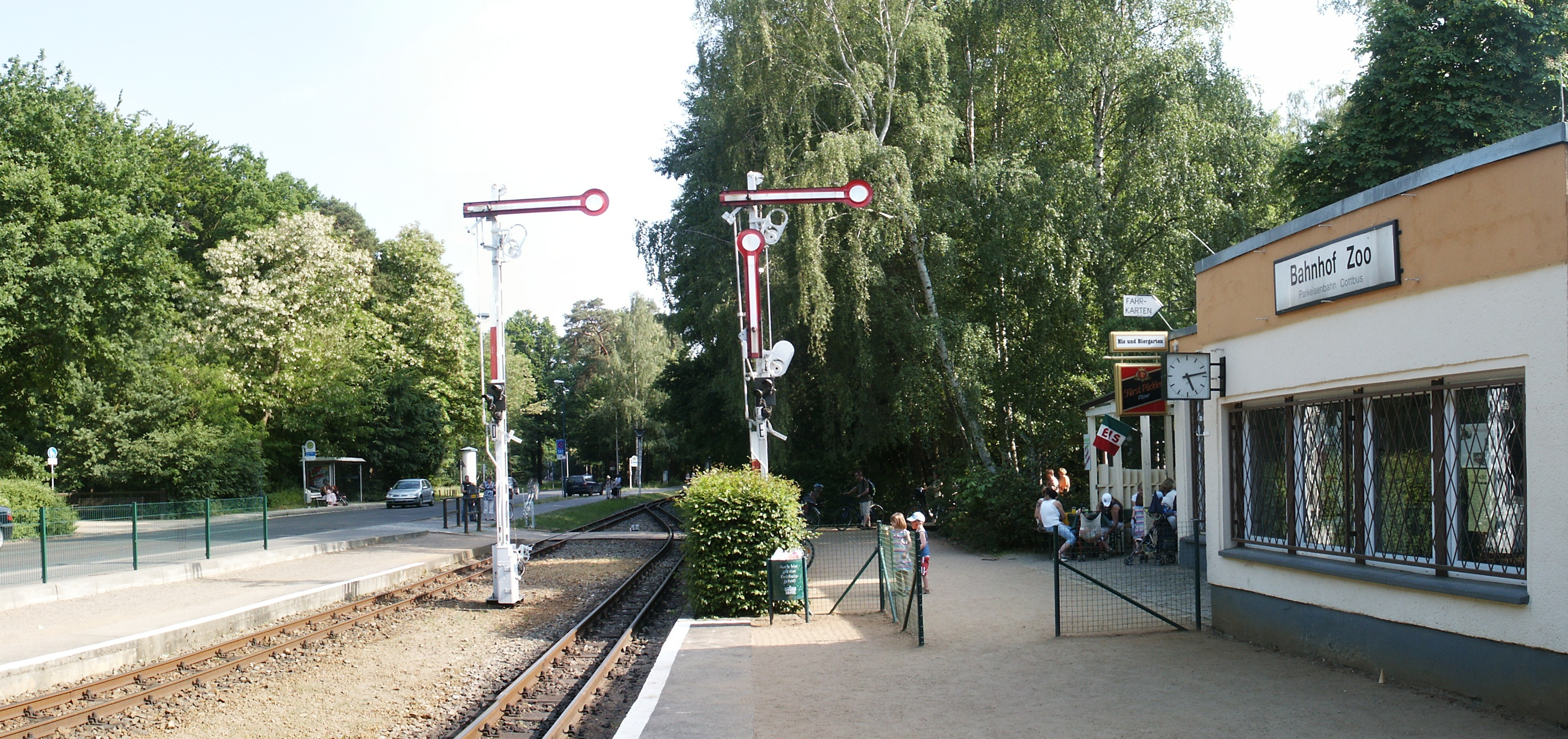
Der Tierpark kann auch günstig mit der Cottbuser Parkeisenbahn erreicht werden.

2002 wurde Jens Kämmerling Nachfolger des Direktors Jacob. 2003 wurde der 2. Bauabschnitt der Außenanlage des Raubtiergeheges fertiggestellt. 2004 folgten die Anlage der Pampashasen, der Kattas, ein Stall für die Kamele sowie ein neues Wirtschaftsgebäude. Die Elefantenanlage wurde von 2002 bis 2005 umgebaut. Im gleichen Jahr entstand eine Großvoliere für Störche. Seit dem Sommer 2014 gibt es, nach dem Abschluss des Baus des neuen Raubtiergeheges, nach langem wieder Malaiische Tiger im Tierpark. Im Juni 2015 wurde, nach zehnjähriger Unterbrechung, ein Chinaleopard (Panthera pardus japonensis) geboren, der 2017 in Hagenbecks Tierpark und nach seiner Rückkehr nach Cottbus 2021 Vater wurde.

## Besucherzahlen
- 2005: 136.353
- 2006: 127.700
- 2007: 136.771
- 2008: 134.741
- 2009: 132.796
- 2010: 123.482
- 2011: 138.665
- 2012: 135.611
- 2013: 141.956
- 2014: 153.400
- 2015: 156.743[4]
- 2018: 170.206[5]
- 2019: 177.433[6]
- 2022: 178.909[1]

## Tierarten (Auswahl)

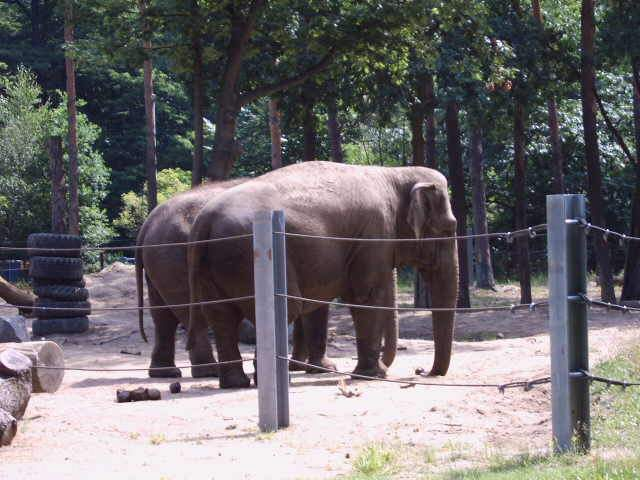
Elefantengehege
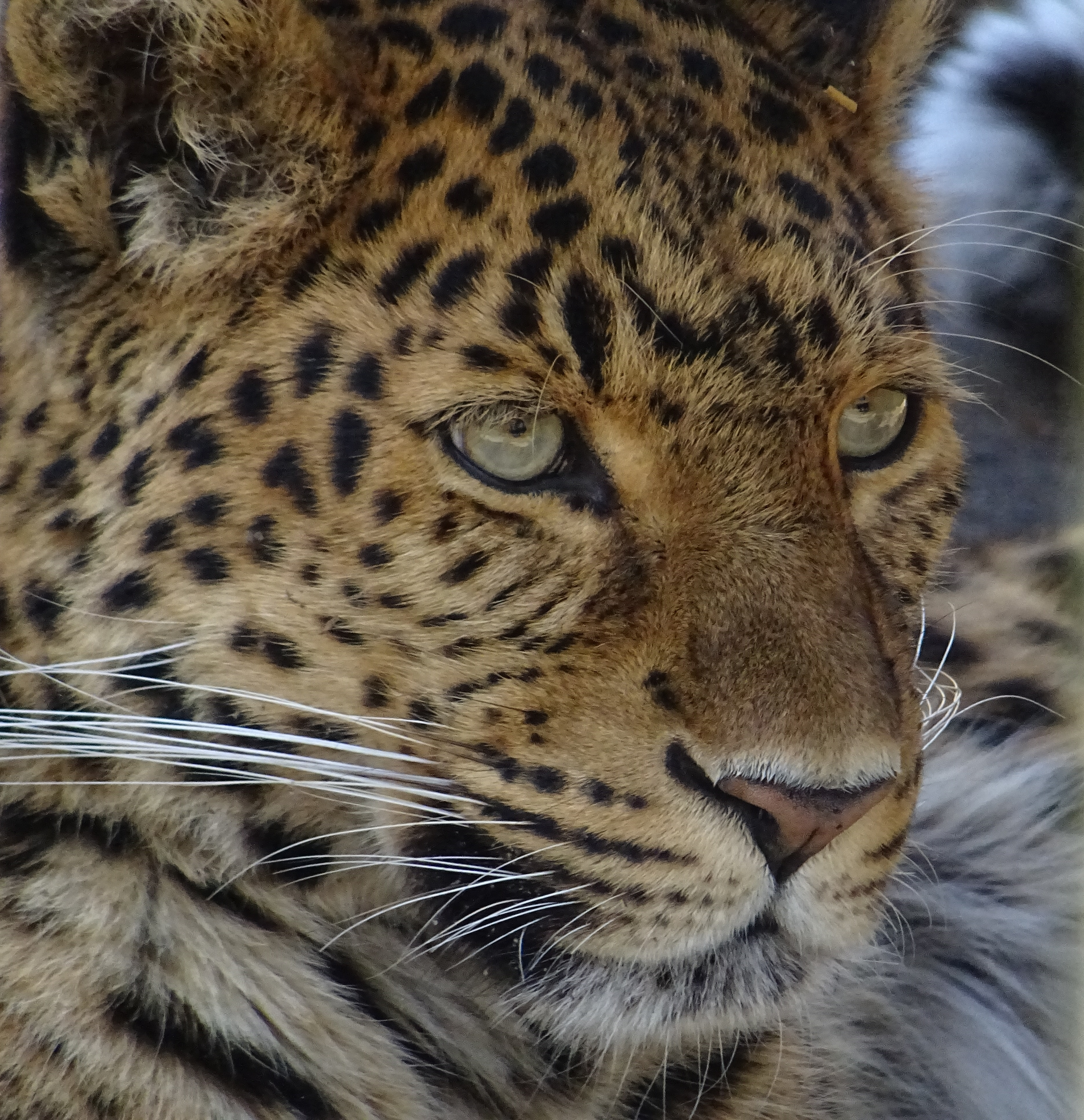
Chinaleopard
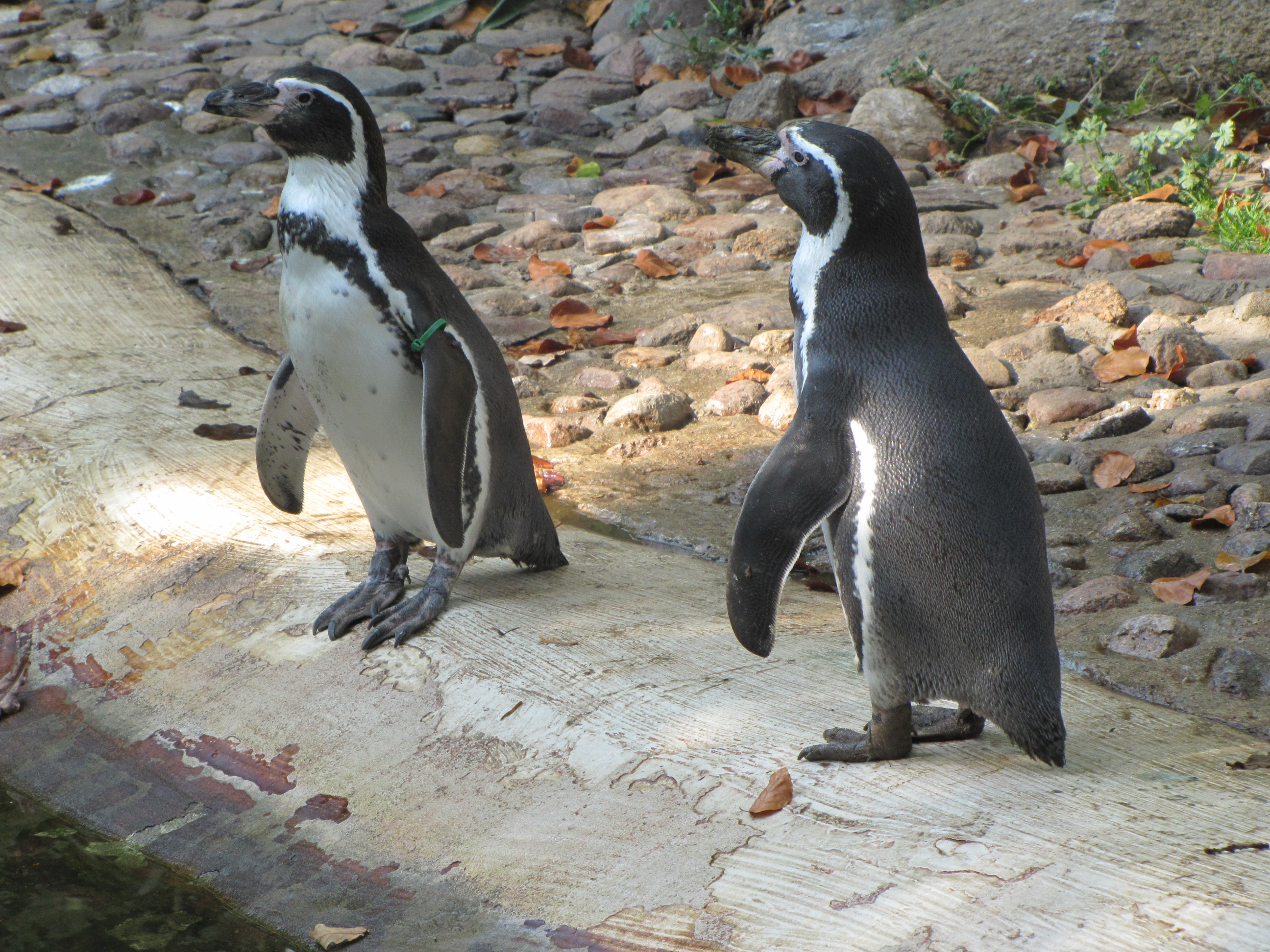
Humboldt-Pinguine
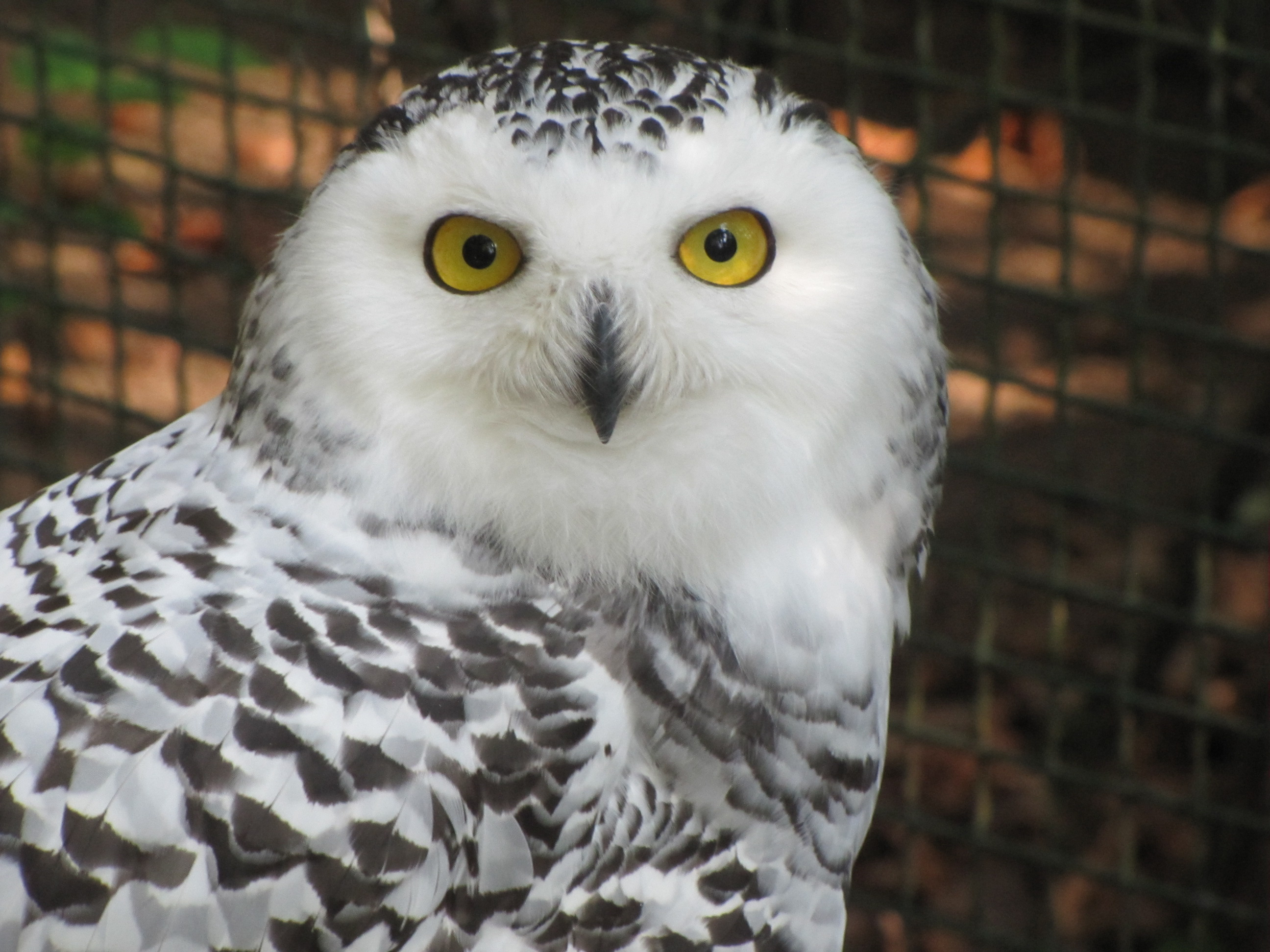
Schneeeule
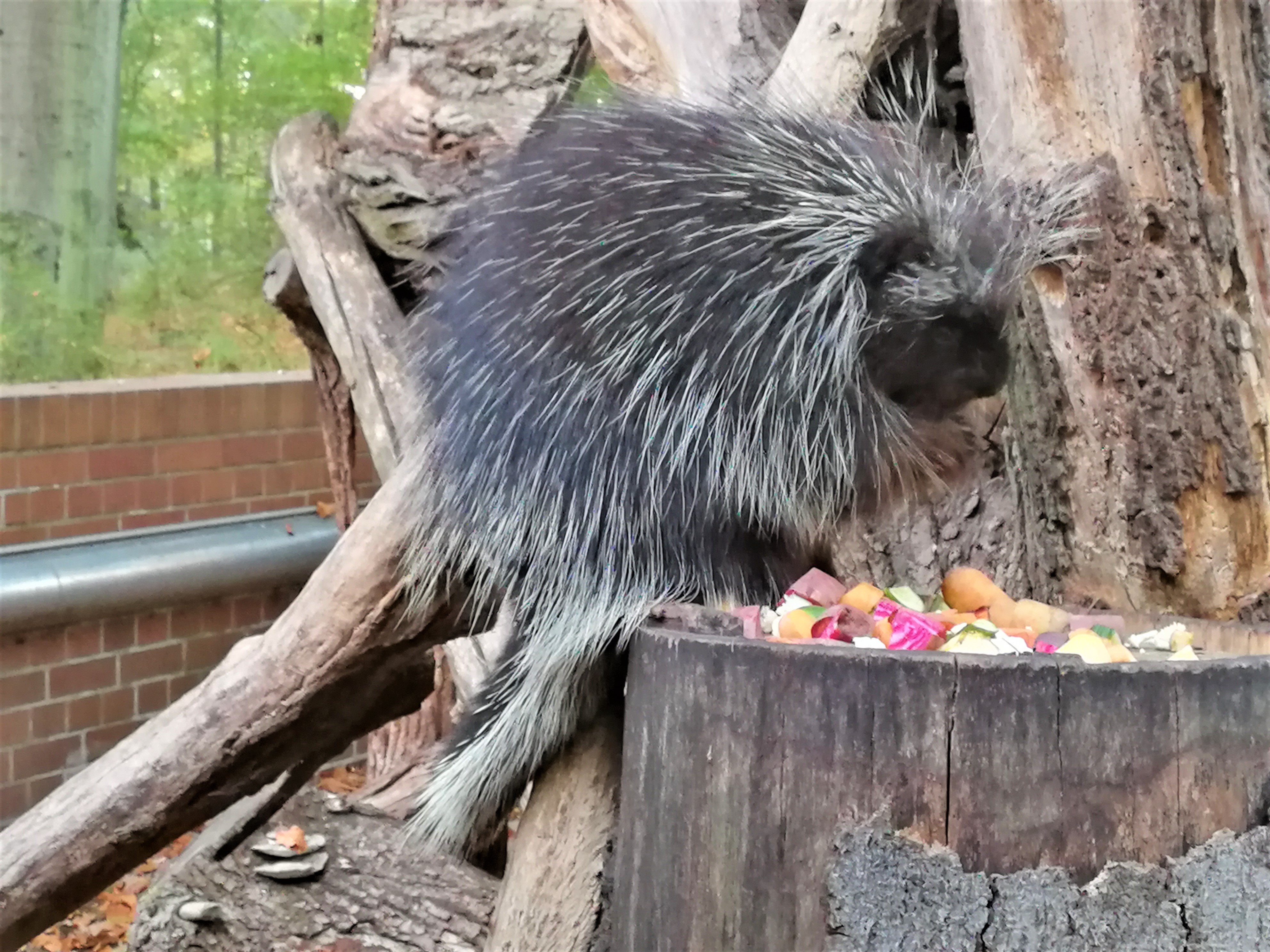
Urson

Im Tierpark werden gehalten:
Abgottschlange, Aleuten-Zwergkanadagans, Asiatischer Elefant, Axishirsch, Gelbbrust-Pfeifgans, Benettkänguru, Bergente, Blauflügelgans, Böhm-Zebra, Borstenhörnchen, Buschschliefer, Chileflamingo, Chinaleopard, Bronzepute, Eiderente, Elenantilope, Erdmännchen, Flachlandtapir, Hausesel, Falklandkarakara, Gänsesäger, Gehaubte Kapuziner, Gelbschnabelente, Gundi, Hängebauchschwein, Hawaiigans, Hissarschaf, afrikanische Höckerglanzgans, Humboldt-Pinguin, Java-Banteng, Kahnschnabel, Kaisergans, Kanadagans, Karpfen, Katta, Kolbenente, Kormoran, Königsgeier, Kranich, Kubaamazone, Kubaflamingo, Kubapfeifgans, Lachender Hans, Lama, Löffelente, Weißflügelente, Mandschurenkranich, afrikanischer Marabu, Meerschweinchen, Mittelamerikanischer Tapir, Mittelsäger, Moorente, Müller-Gibbon, chinesischer Muntjak, Nandu, Nasenbär, Ovamboziege, Pampashase, Pelikan, Perlhuhn, Pfau, Pfeifgans, Pfeifente, Przewalskipferd, Radjahgans, Rentier, Ringelgans, Rosapelikan, Rotaugenente, Roter Sichler, Rothalsgans, Rotkopfgans, Rotluchs, Saruskranich, Sattelschwein, Sattelstorch (Europäische Erstzucht im Jahr 2012), Schellente, Schnatterente, Schneeeule, Schuppenkarpfen, Schwarzhalsschwan, Schwarzschnabelstorch, Sichelpfeifgans, Shetlandpony, Somalischaf, Spießente, Spornschildkröte, indische Stabheuschrecken, Gelbwangensittich, Steppenzebra, Strauß, Striemengrasmäuse, Sumatra-Tiger, Sunda-Marabu, Tafelente, Trampeltier, Urson, Vierhornschaf, Warzenente, Watussirind, Weißschwanz-Stachelschwein, Wellensittich, Wildschwein, Wisent, Witwenpfeifgans, Wollhalsstorch, Yak, Zwerggans, Zwergkaninchen, Zwergotter, Zwergsäger, Zwergschneegans, Zwergschwan und Zwergziege.
Der Zoo ist auch Anziehungspunkt für viele wildlebende heimische Tierarten, die sich als „Gäste“ im Tierpark aufhalten, so
Aal, Brasse, Döbel, Eisvogel, Graureiher, Gründling, Pirol, Rotauge, Ukelei und Weißstorch.